# Mark Blum
Mark Blum (Newark, 14 de maio de 1950 — Nova Iorque, 26 de março de 2020) foi um ator norte-americano no cinema, na televisão e no palco.
Ele se formou na Columbia High School em Maplewood, Nova Jersey em 1968 e foi introduzido no hall da fama da escola em 2012.
Ele se formou na Universidade da Pensilvânia e foi casado com a atriz Janet Zarish, que apareceu na televisão como Natalie Bannon em As the World Turns e como Lee Halpern em One Life to Live.

## Carreira
Blum começou a atuar no palco na década de 1970. Na década de 1980, ele atuou nos filmes: Lovesick (1983), Desperately Seeking Susan (1985), Just Between Friends (1986), Crocodile Dundee (1986), Blind Date (1987), e The Presidio (1988).[carece de fontes?]
Na televisão, ele co-estrelou Sweet Surrender em 1987. Ele também apareceu no seguinte: Capital News em 1990, Frasier em 1997 e NYPD Blue em 1999. De 2014 a 2020, ele apareceu em Mozart in the Jungle e Coin Heist (2017).
Ele ganhou um prêmio Obie por sua atuação como Al na peça de Albert Innaurato, na Playwrights Horizons, Gus e Al na temporada 1988–1989. Na Broadway, ele apareceu em Lost in Yonkers, de Neil Simon, The Best Man de Gore Vidal e The Assembled Parties de Richard Greenberg. Em 2013, ele apareceu como Max na produção de estágios primários do The Model Apartment. Blum estava na faculdade do HB Studio em Nova York.
Em 2018, Blum foi escalado para um papel recorrente como Ivan Mooney na série de suspense da Lifetime chamada You.

## Morte
Blum morreu em 26 de março de 2020 por complicações da COVID-19 aos 69 anos.